# Rhyacophila immaculata
Rhyacophila immaculata är en nattsländeart som beskrevs av Wolfram Mey 1996. Rhyacophila immaculata ingår i släktet Rhyacophila och familjen rovnattsländor. Inga underarter finns listade i Catalogue of Life.